# Кабисов, Георгий Сергеевич
Гео́ргий Серге́евич Ка́бисов (осет. Къӕбысты Георгий) — юго-осетинский политик, председатель Госкомитета информации, связи и массовых коммуникаций самопровозглашённой республики Южная Осетия в 2008-11 годах, кандидат в президенты РЮО в 2011 году. Летом 2019 года по обвинению в коррупции был осуждён к лишению свободы на 8 лет.

## Биография
Георгий Кабисов родился 22 января 1973 года в Цхинвали. После окончания Цхинвальской средней школы № 6 в 1989 году, поступил в ЮОГПИ — и в 1994 году окончил факультет информатики и вычислительной техники этого вуза. С 1990 года работал в Цхинвальском горкоме комсомола.
В 1989—2008 участвовал в грузино-южноосетинском конфликте, занимаясь обеспечением работы стратегических объектов связи в Республике. В 1992—2002 годах служил в КГБ РЮО, к концу службы был начальником отдела.
С именем Кабисова связывают работы по развитию телетрансляции в районах, открытие Республиканского телецентра и двух радиостанций («Айзалд» и «Южный город»). В 2004 году по инициативе Кабисова начала работу совместная российско-югоосетинская компания мобильной связи ЗАО «Остелеком» (в сотрудничестве с Мегафоном), отчисления «Остелекома» в бюджет Республики достигали 30 % от всех налоговых поступлений от предприятий Республики; Кабисов был председателем совета директоров компании. В 2009 году Кабисов инициировал создание второго государственного оператора мобильной и фиксированной связи (с российской компанией «Скай Линк»), уже было завезено первое оборудование, но республика не внесла вовремя свою долю, и контракт был расторгнут.
С конца 2008 по 2011 год Кабисов работал министром информатизации и связи РЮО (позже, в связи с реформированием министерства, — председателем Государственного Комитета информации, связи и массовых коммуникаций РЮО).
В 2011 году был одним из 17 кандидатов на выборы президента Южной Осетии. Считался кандидатом от действующего президента Кокойты, но набрал 7,62 % голосов (то есть за него проголосовало 1859 избирателей).
Награждён орденом «Уацамонга»

### Суд и приговор
В 2017 году Георгий Кабисов был обвинён в хищении государственных средств — государственной доли дивидендов ЗАО «Остелеком», а также в махинациях с земельными участками под десятью вышками, оставленными грузинским оператором Magticom после войны 2008 года. Он был арестован 7 ноября 2017 года. Своей вины не признал, осуждён в 2019 году к 8 годам колонии по обвинениям в незаконном хранении огнестрельного оружия, соучастии в отмывании денег, злоупотреблении полномочиями. В августе того же года приговор был сокращён до 7 лет.
Адвокат Кабисова Икрамжан Раматов считает, что дело против его подзащитного «ничего общего с законностью не имеет». Во время перерыва в работе суда Кабисов передал через родственников обращение к общественности, в котором просит «не верить палачам».